# Thông Hải
Thông Hải (tiếng Trung: 通海县), Hán Việt: Thông Hải huyện là một huyện thuộc địa cấp thị Ngọc Khê, tỉnh Vân Nam, Cộng hòa Nhân dân Trung Hoa. Thông Hải nằm ở tọa độ: 23°55'-24°14' độ vĩ bắc, 102°30'-102°52' độ kinh đông. Huyện này có diện tích 721 km², dân số năm 2000 là 260.000 người. Chính quyền quận đóng tại trấn Tú Sơn.

## Các đơn vị hành chính

### Trấn
- Tú Sơn (秀山)
- Dương Quảng (杨广)
- Cửu Nhai (九街)
- Hà Tây (河西)
- Tứ Nhai (四街)
- Nạp Cổ (纳古)

### Cáchương
- Lý Sơn Di tộc (里山彝族)
- Cao Đại Thái tộc Di tộc (高大傣族彝族)
- Hưng Mông Mông Cổ tộc (兴蒙蒙古族)

## Khí hậu
| Dữ liệu khí hậu của Thông Hải, elevation 1.802 m (5.912 ft), (2006–2020 normals, extremes 1981–present) | Dữ liệu khí hậu của Thông Hải, elevation 1.802 m (5.912 ft), (2006–2020 normals, extremes 1981–present) | Dữ liệu khí hậu của Thông Hải, elevation 1.802 m (5.912 ft), (2006–2020 normals, extremes 1981–present) | Dữ liệu khí hậu của Thông Hải, elevation 1.802 m (5.912 ft), (2006–2020 normals, extremes 1981–present) | Dữ liệu khí hậu của Thông Hải, elevation 1.802 m (5.912 ft), (2006–2020 normals, extremes 1981–present) | Dữ liệu khí hậu của Thông Hải, elevation 1.802 m (5.912 ft), (2006–2020 normals, extremes 1981–present) | Dữ liệu khí hậu của Thông Hải, elevation 1.802 m (5.912 ft), (2006–2020 normals, extremes 1981–present) | Dữ liệu khí hậu của Thông Hải, elevation 1.802 m (5.912 ft), (2006–2020 normals, extremes 1981–present) | Dữ liệu khí hậu của Thông Hải, elevation 1.802 m (5.912 ft), (2006–2020 normals, extremes 1981–present) | Dữ liệu khí hậu của Thông Hải, elevation 1.802 m (5.912 ft), (2006–2020 normals, extremes 1981–present) | Dữ liệu khí hậu của Thông Hải, elevation 1.802 m (5.912 ft), (2006–2020 normals, extremes 1981–present) | Dữ liệu khí hậu của Thông Hải, elevation 1.802 m (5.912 ft), (2006–2020 normals, extremes 1981–present) | Dữ liệu khí hậu của Thông Hải, elevation 1.802 m (5.912 ft), (2006–2020 normals, extremes 1981–present) | Dữ liệu khí hậu của Thông Hải, elevation 1.802 m (5.912 ft), (2006–2020 normals, extremes 1981–present) |
| Tháng                                                                                                   | 1 | 2 | 3 | 4 | 5 | 6 | 7 | 8 | 9 | 10 | 11 | 12 | Năm |
| --- | --- | --- | --- | --- | --- | --- | --- | --- | --- | --- | --- | --- | --- |
| Cao kỉ lục °C (°F)                                                                                      | 23.7 (74.7)                                                                                             | 25.9 (78.6)                                                                                             | 28.3 (82.9)                                                                                             | 30.7 (87.3)                                                                                             | 32.4 (90.3)                                                                                             | 30.5 (86.9)                                                                                             | 30.6 (87.1)                                                                                             | 29.3 (84.7)                                                                                             | 29.3 (84.7)                                                                                             | 27.7 (81.9)                                                                                             | 25.8 (78.4)                                                                                             | 24.5 (76.1)                                                                                             | 32.4 (90.3)                                                                                             |
| Trung bình ngày tối đa °C (°F)                                                                          | 16.5 (61.7)                                                                                             | 18.9 (66.0)                                                                                             | 22.0 (71.6)                                                                                             | 24.1 (75.4)                                                                                             | 25.7 (78.3)                                                                                             | 26.0 (78.8)                                                                                             | 25.1 (77.2)                                                                                             | 25.1 (77.2)                                                                                             | 23.9 (75.0)                                                                                             | 21.4 (70.5)                                                                                             | 19.4 (66.9)                                                                                             | 16.2 (61.2)                                                                                             | 22.0 (71.7)                                                                                             |
| Trung bình ngày °C (°F)                                                                                 | 10.0 (50.0)                                                                                             | 12.2 (54.0)                                                                                             | 15.4 (59.7)                                                                                             | 17.8 (64.0)                                                                                             | 20.2 (68.4)                                                                                             | 21.2 (70.2)                                                                                             | 20.7 (69.3)                                                                                             | 20.3 (68.5)                                                                                             | 19.1 (66.4)                                                                                             | 16.5 (61.7)                                                                                             | 13.1 (55.6)                                                                                             | 10.1 (50.2)                                                                                             | 16.4 (61.5)                                                                                             |
| Tối thiểu trung bình ngày °C (°F)                                                                       | 5.0 (41.0)                                                                                              | 6.5 (43.7)                                                                                              | 9.5 (49.1)                                                                                              | 12.4 (54.3)                                                                                             | 15.5 (59.9)                                                                                             | 17.8 (64.0)                                                                                             | 17.8 (64.0)                                                                                             | 17.2 (63.0)                                                                                             | 16.1 (61.0)                                                                                             | 13.3 (55.9)                                                                                             | 8.7 (47.7)                                                                                              | 5.6 (42.1)                                                                                              | 12.1 (53.8)                                                                                             |
| Thấp kỉ lục °C (°F)                                                                                     | −2.8 (27.0)                                                                                             | −0.9 (30.4)                                                                                             | −3.2 (26.2)                                                                                             | 3.2 (37.8)                                                                                              | 6.7 (44.1)                                                                                              | 11.5 (52.7)                                                                                             | 11.9 (53.4)                                                                                             | 11.2 (52.2)                                                                                             | 7.8 (46.0)                                                                                              | 4.3 (39.7)                                                                                              | −1.2 (29.8)                                                                                             | −5.5 (22.1)                                                                                             | −5.5 (22.1)                                                                                             |
| Lượng Giáng thủy trung bình mm (inches)                                                                 | 27.6 (1.09)                                                                                             | 16.8 (0.66)                                                                                             | 21.4 (0.84)                                                                                             | 39.9 (1.57)                                                                                             | 82.9 (3.26)                                                                                             | 145.7 (5.74)                                                                                            | 183.6 (7.23)                                                                                            | 150.4 (5.92)                                                                                            | 99.7 (3.93)                                                                                             | 74.4 (2.93)                                                                                             | 35.1 (1.38)                                                                                             | 16.5 (0.65)                                                                                             | 894 (35.2)                                                                                              |
| Số ngày giáng thủy trung bình (≥ 0.1 mm)                                                                | 4.4 | 4.1 | 5.2 | 8.1 | 11.5 | 15.1 | 19.7 | 19.0 | 13.5 | 11.4 | 5.3 | 4.0 | 121.3                                                                                                   |
| Số ngày tuyết rơi trung bình                                                                            | 0.6 | 0.1 | 0.1 | 0 | 0 | 0 | 0 | 0 | 0 | 0 | 0 | 0.1 | 0.9 |
| Độ ẩm tương đối trung bình (%)                                                                          | 70 | 62 | 57 | 59 | 67 | 77 | 81 | 82 | 80 | 80 | 77 | 75 | 72 |
| Số giờ nắng trung bình tháng                                                                            | 222.2                                                                                                   | 225.2                                                                                                   | 255.9                                                                                                   | 259.5                                                                                                   | 224.5                                                                                                   | 152.8                                                                                                   | 121.5                                                                                                   | 135.2                                                                                                   | 130.5                                                                                                   | 141.6                                                                                                   | 191.5                                                                                                   | 197.6                                                                                                   | 2.258                                                                                                   |
| Phần trăm nắng có thể                                                                                   | 66 | 70 | 68 | 68 | 54 | 37 | 29 | 34 | 36 | 40 | 59 | 60 | 52 |
| Nguồn: China Meteorological Administrationall-time extreme temperature                                  | | | | | | | | | | | | | |